# Poephila
Poephila este un gen de cinteze din familia Estrildidae, care se găsesc în Australia.

## Taxonomie
Prima descriere a fost prezentată Societății Linnean de către John Gould și publicată în 1842. El a atribuit speciei tip Poephila acuticauda o descriere pe care o publicase cu câțiva ani înainte ca Amadina acuticauda, și a dat o descriere pentru Poephila personata.
Etimologia genului Poephila provine din două cuvinte grecești: poe însemnând „iarbă” și philia însemnând „iubitor”.

### Specii
Genul conține următoarele specii:
- Poephila personata – cinteză cu mască
- Poephila acuticauda – cinteză cu coadă lungă
- Poephila cincta – cinteză cu gât negru

## Galerie

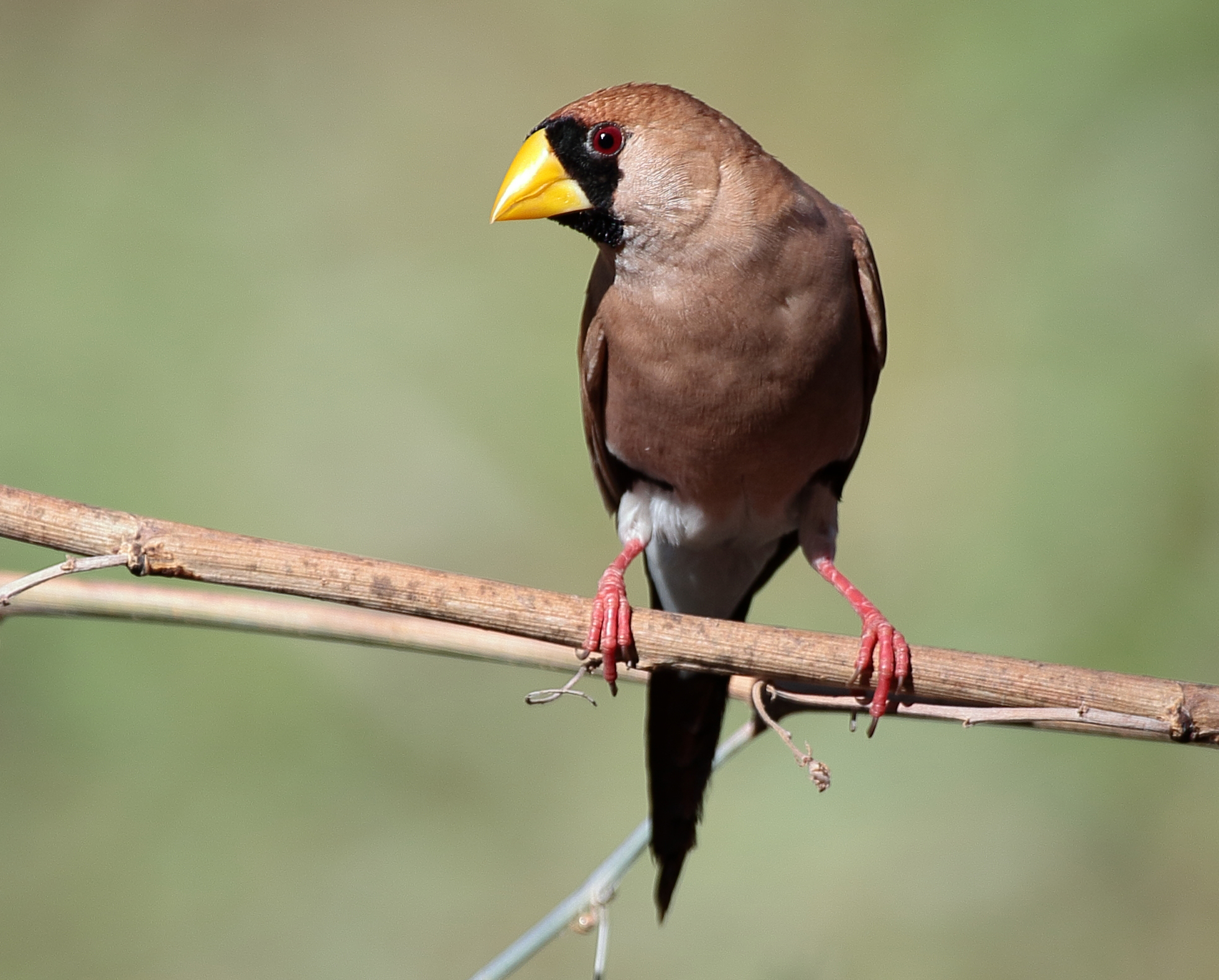
Cinteză cu mască
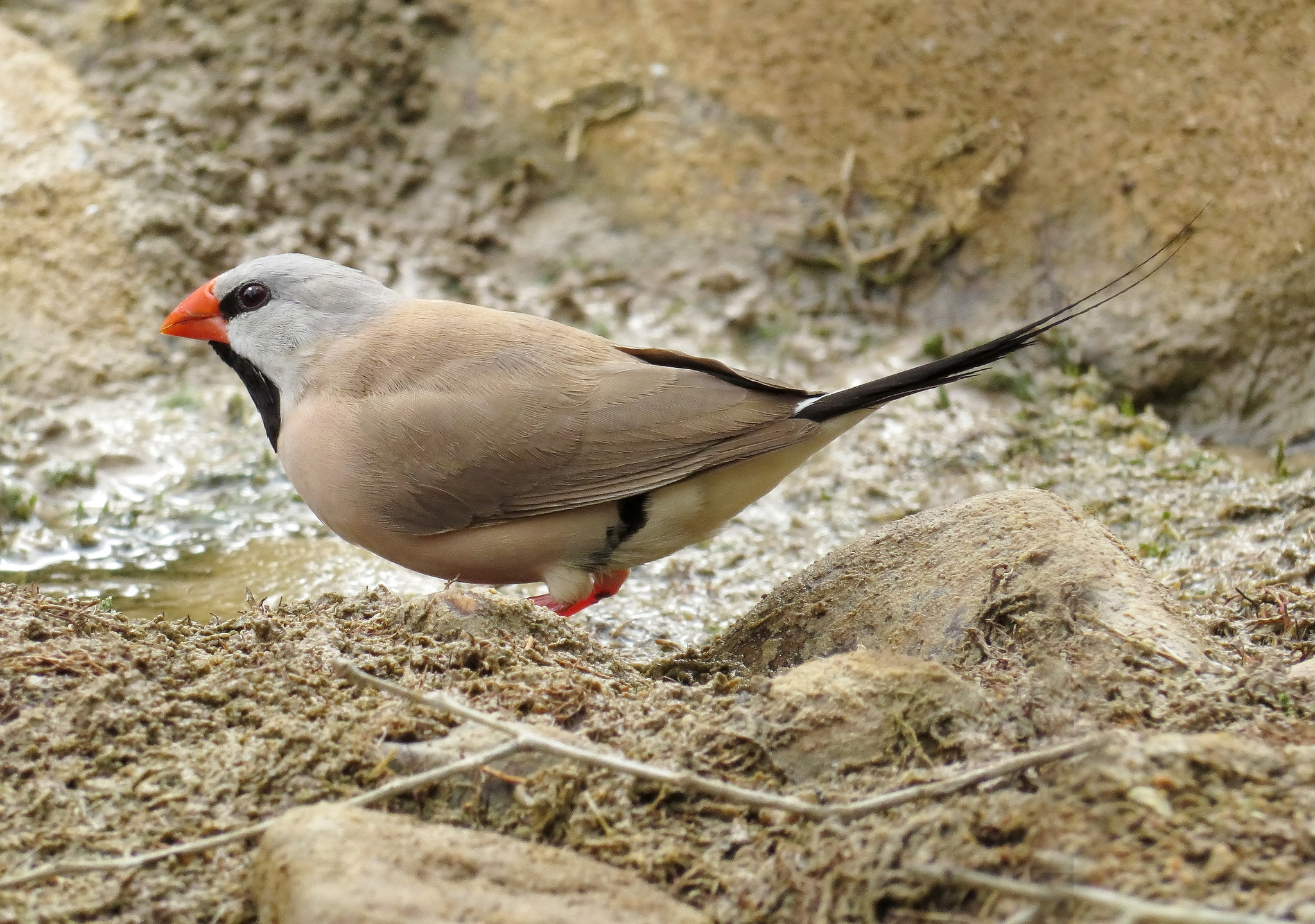
Cinteză cu coadă lungă
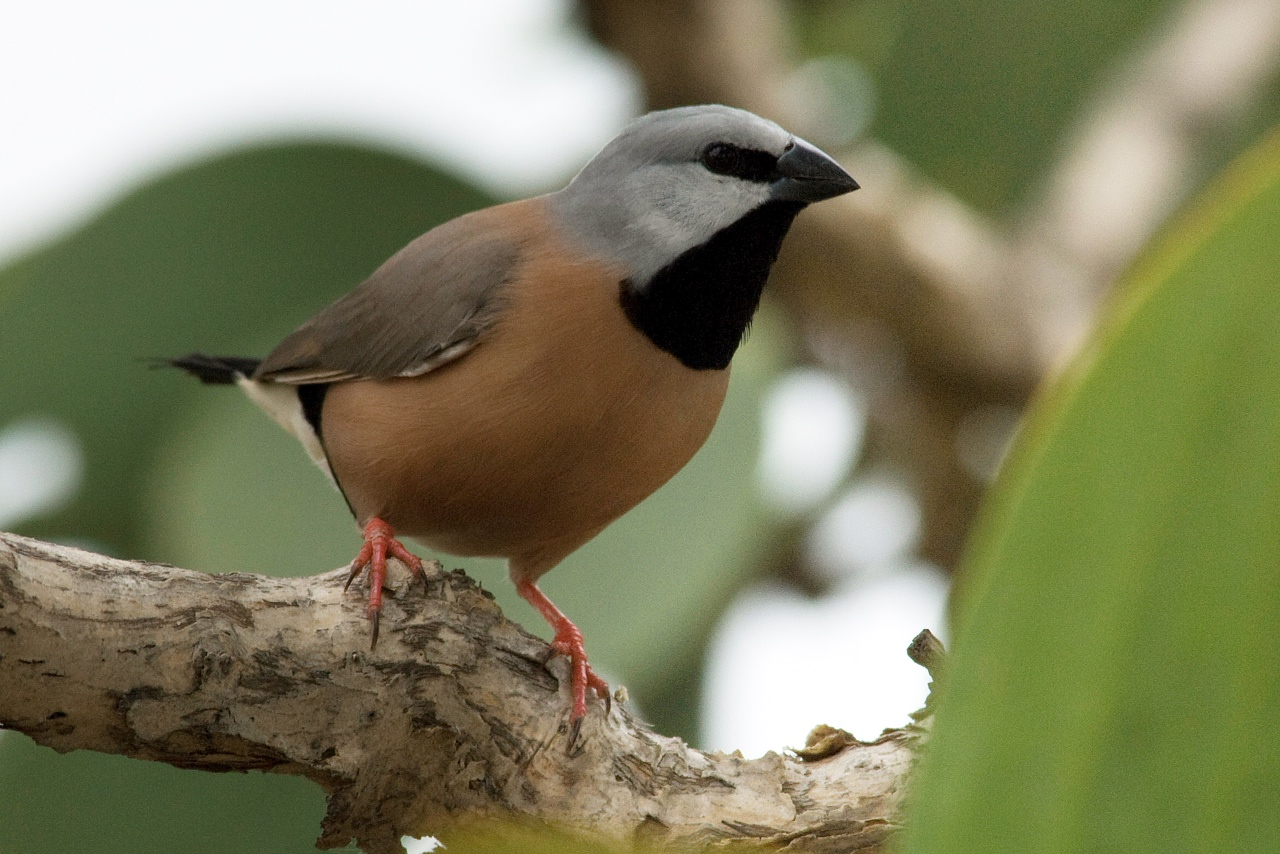
Cinteză cu gât negru